# Поклонение пастухов

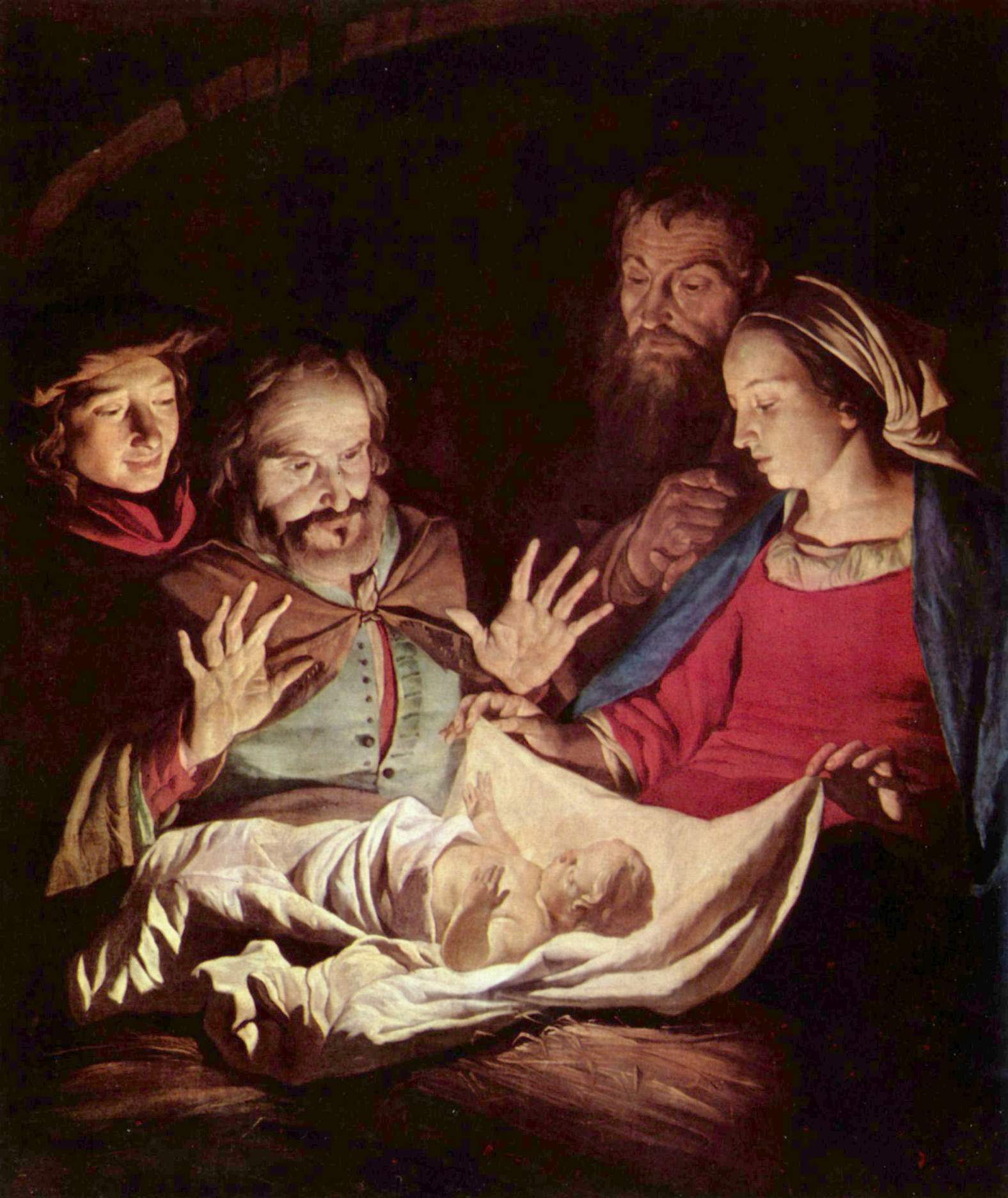
Маттиас Стом. Поклонение пастухов. 1650 г. Музей изящных искусств, Нант

Поклонение пастухов — эпизод Рождества Христова, описанный в Новом Завете.

## Евангельский рассказ
Поклонение пастухов новорождённому Иисусу из всех евангелистов описано только Лукой. Этот новозаветный эпизод принято делить на две части: Благовестие пастухам и собственно Поклонение.

### Благовестие пастухам
Впервые пастухи появляются на страницах Евангелия, когда, вскоре после рождения Младенца, им, работавшим неподалёку от Вифлеема, является ангел и сообщает о рождении Мессии:

В той стране были на поле пастухи, которые содержали ночную стражу у стада своего. Вдруг предстал им Ангел Господень, и слава Господня осияла их; и убоялись страхом великим. И сказал им Ангел: не бойтесь; я возвещаю вам великую радость, которая будет всем людям: ибо ныне родился вам в городе Давидовом Спаситель, Который есть Христос Господь; и вот вам знак: вы найдёте Младенца в пеленах, лежащего в яслях.

И внезапно явилось с Ангелом многочисленное воинство небесное, славящее Бога и взывающее: слава в вышних Богу, и на земле мир, в человеках благоволение!
— Лк. 2:8-14
Лука повторяет несколько раз единственное число — «ангел», и только впоследствии добавляется «многочисленное воинство небесное». В православной традиции пастухам с вестью о рождении Спасителя явился архангел Гавриил. Он не сопровождает пастухов, а ограничивается тем, что «даёт им знак», согласно которому пастухи устремляются в Вифлеем.

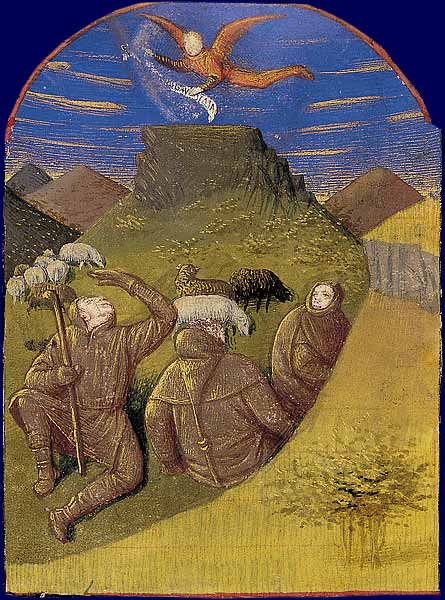
«Благовестие пастухам»
миниатюра из средневекового манускрипта, Франция, 1417

Согласно православному преданию, благовестие пастухам произошло в 2 км на восток от Пещеры Рождества, на месте, на котором был впоследствии построен грекоправославный монастырь Пастухов в городе Бейт-Сахуре. Католиками также почитается место 700 метров севернее православного монастыря, где находится католический храм «Слава в вышних Богу». Протестанты считают, что место благовестия пастухам находится в 1 км восточнее православного монастыря, в социальном центре YMCA.

#### Богословское толкование

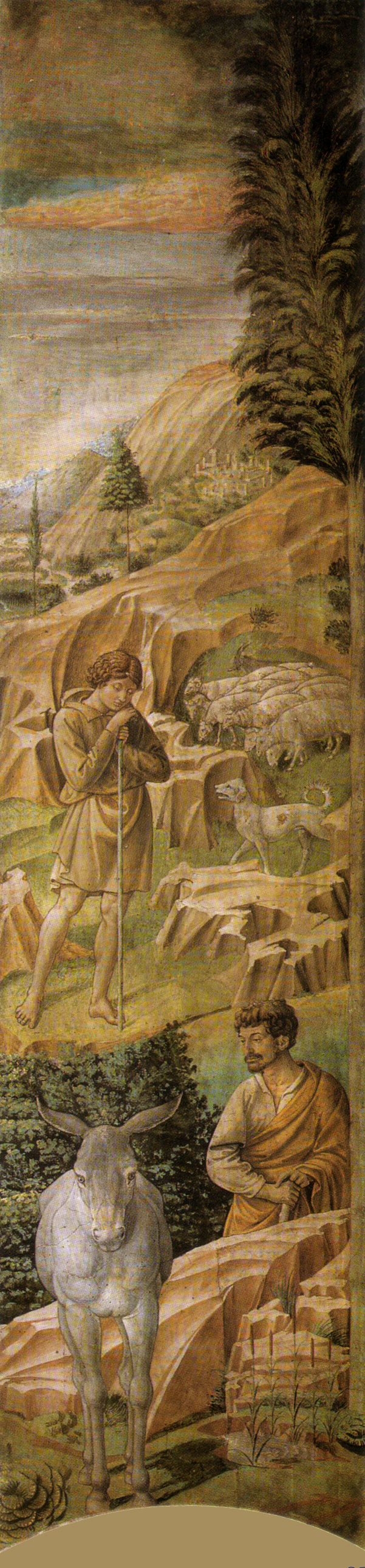
Пастухи на горах, деталь фрески Беноццо Гоццоли в Капелле Волхвов, Палаццо Медичи-Риккарди, Флоренция

Из толкования отдельных мест Талмуда следует, что по верованиям иудеев Мессия должен был родиться в «башне стада» близ Вифлеема. В этом месте паслись стада, предназначенные для храмовых жертв и, следовательно, пастухи были связаны с Иерусалимским храмом. Ангел, возвестивший именно пастухам о рождении Спасителя, сделал это с целью показать, что наступает время, когда им не нужно будет более выращивать скот для заклания, так как жертву за грехи человеческие принесёт Сын Божий. Существует другая точка зрения, почему первым из людей о рождении Спасителя было сообщено пастухам. Так, Феофилакт Болгарский в своём толковании на Евангелие от Луки пишет:

Ангел является пастухам за простоту их нрава и незлобие, так как они, видимо, подражают образу жизни праведных, ибо и древние патриархи, Иаков, Моисей и Давид, были пастырями. Ангел не явился в Иерусалим фарисеям или книжникам, ибо они были вместилищем всякой злобы; а те, не будучи коварны, удостоились божественных видений. Господь показал этим, что Он с самого начала избрал и сделал проповедниками тех, которые простосердечнее других, ибо они пошли и стали проповедовать обо всём этом.

Слова о том, что радость будет всем людям, показывает, что Спаситель родился не только для одних евреев, но для всего человеческого рода. Слова «ныне родился вам в городе Давидовом Спаситель, Который есть Христос Господь» акцентируют, что Иисус от рождения был Богом (в противовес учению гностиков, считавших, что он им стал только после Крещения).
Явившееся воинство ангельское воспело пастухам ту радость, что царила в тот момент на небесах. Позже во время входа Иисуса в Иерусалим уже люди теми же словами будут выражать свою радость (Мф. 21:9).
Песнь, что пели ангелы, стала в православии стихирой праздника Рождества Христова и вошла в состав Великого славословия. В католической традиции песнь ангелов в качестве первой строки входит в знаменитую доксологию Gloria in excelsis Deo («Слава в вышних Богу»), составную часть мессы латинского обряда. Вне литургии «Gloria» часто исполняется по торжественным поводам, например, при избрании нового Папы.
Считается, что ангелы, уходя на небо, повторили вновь видение Иакова о лестнице.

### Поклонение пастухов

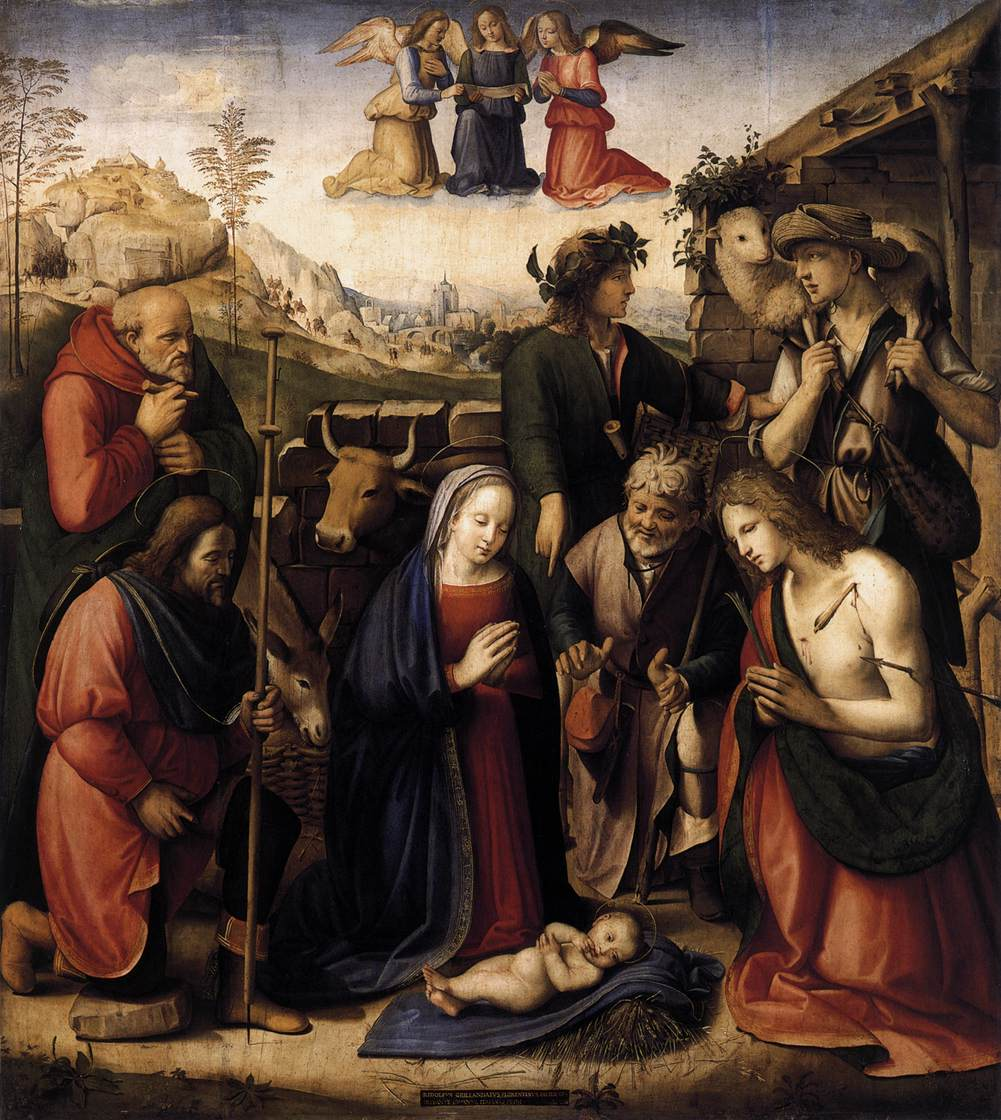
«Поклонение пастухов»
(Ридольфо Гирландайо, 1510)

После явления ангела пастухи отправились искать по его подсказке Младенца:

Когда Ангелы отошли от них на небо, пастухи сказали друг другу: пойдём в Вифлеем и посмотрим, что там случилось, о чём возвестил нам Господь. И, поспешив, пришли и нашли Марию и Иосифа, и Младенца, лежащего в яслях. Увидев же, рассказали о том, что было возвещено им о Младенце Сём. 

И все слышавшие дивились тому, что рассказывали им пастухи. А Мария сохраняла все слова сии, слагая в сердце Своём. И возвратились пастухи, славя и хваля Бога за всё то, что слышали и видели, как им сказано было.
— Лк. 2:15-20

#### Богословское толкование
Придя к яслям, в которых лежал Христос, пастухи рассказали о явлении благовестии ангелов, а Мария сравнила слова ангела, явившегося пастухам, с тем, что было ей сказано в момент Благовещения.
Феофилакт Болгарский считал, что пастухи представляют собой прообраз архиеерев — духовных пастырей: «долг их проповедовать и другим, подобно как пастыри, увидев Младенца, передавали о Нём и другим». Кроме того, увидев Младенца, пастухи рассказывают всем об этой новости — поэтому, собственно, они и есть первые евангелисты.
Важно, что в этой сцене действие разворачивается ночью, что подчёркивается Лукой. Такие ноктюрны являлись исключением в религиозной сюжетике, которая преимущественно рассказывает о событиях при свете дня. На противоположном конце цикла жизни Иисуса — ещё одна ночная сцена — арест Христа в ночном Гефсиманском саду.

## В изобразительном искусстве

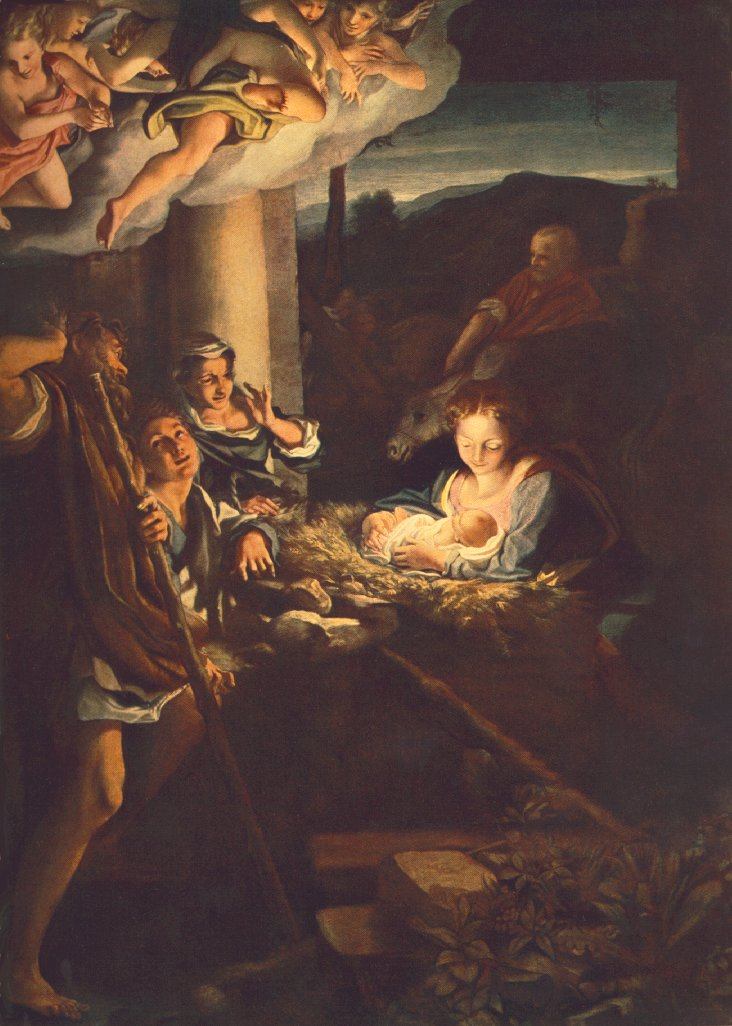
«Поклонение пастухов»,
картина Корреджо, 1529—1530

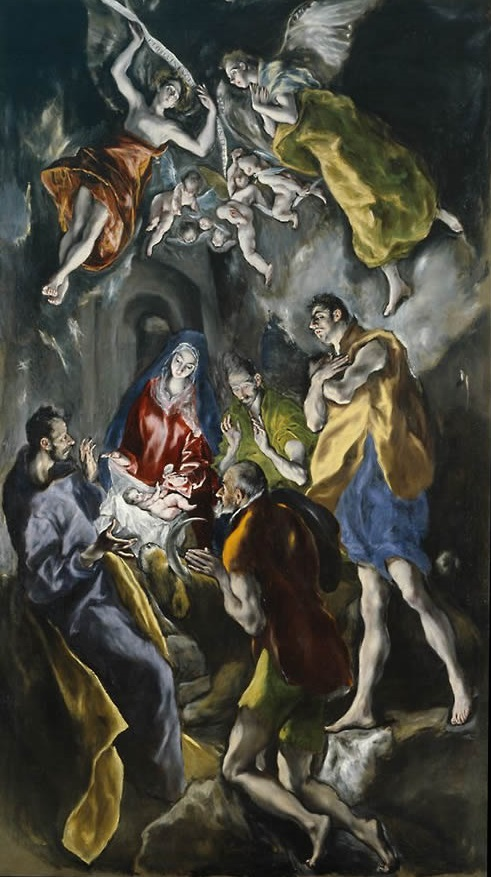
«Поклонение пастухов»,
Эль Греко, около 1600 года

Сцена «Благовестия пастухам» редко встречается в станковой живописи и фресках, зато чрезвычайно распространена в миниатюрах.
Сцена «Поклонения пастухов» обычно изображается вместе со сценой «Рождества», но существуют и отдельные изображения. Подобные изображения были чрезвычайно распространены и часто смешиваются с собственно Рождеством.
Евангелист Лука, говоря о явившемся множестве ангелов, не пишет, что речь идёт о музыкальном хоре, но обычно они изображаются именно так. Картуши и ленты в руках ангелов обычно содержат слова, сказанные пастухам в предыдущей сцене Благовестия: «я возвещаю вам великую радость».
Количество пастухов в писании не указано, так что живописцы изображали разное их число: так, у Джорджоне, Мантеньи или Лоренцо Лотто их двое, у Караваджо трое, у Эль Греко — четверо, у Гвидо Рени — семеро, включая совсем юного подпаска. На древнерусских иконах Рождества, в том числе на иконе кисти Андрея Рублёва, обычно изображены два пастуха.